# Ferrovia Sassari-Tempio-Palau
La Sassari-Tempio-Palau è una linea ferroviaria a scartamento ridotto della Sardegna, attiva come ferrovia turistica del Trenino Verde. L'infrastruttura nacque per dotare vari comuni della Gallura di un collegamento ferroviario con Sassari, compito che mantenne sino al 1997, anno di destinazione di gran parte del tracciato alla sola attività turistica, per cui l'intera linea è esclusivamente utilizzata a partire dal 2015.

## Storia
| Tratta                  | Inaugurazione    |
| ----------------------- | ---------------- |
| Tempio Pausania–Luras   | 15 febbraio 1888 |
| Sassari–Tempio Pausania | 16 novembre 1931 |
| Luras–Palau             | 18 gennaio 1932  |

Treno inaugurale del tronco tra Palau e Luras, in quest'ultima stazione, nel gennaio 1932

Pensata per collegare Sassari con Tempio Pausania e Palau, la ferrovia venne costruita tra la fine degli anni venti e l'inizio degli anni trenta ad opera della Ferrovie Settentrionali Sarde, che nel 1927 aveva ottenuto una concessione governativa per ampliare la rete ferroviaria a scartamento ridotto nel nord Sardegna.
Il progetto della linea, opera dell'ingegner Diego Murgia, prevedeva di costruire due tronconi di ferrovia tra Sassari e Tempio Pausania e Luras e Palau, quest'ultimo importante porto di collegamento con l'isola di La Maddalena, sede di una base navale. Le due realizzazioni sarebbero state raccordate dal tracciato già esistente tra Tempio e Luras della linea Monti-Tempio, esercita all'epoca dalle Ferrovie Complementari della Sardegna. 

Automotrice ADm a pochi metri dal capolinea di Palau Marina: la sostituzione del materiale a vapore con quello diesel ebbe inizio sulla linea nel 1959

Le specifiche tecniche prevedevano, come nel resto della rete secondaria sarda, l'utilizzo dello scartamento da 950 mm, l'assenza di elettrificazione e il binario unico. I 91 chilometri tra Sassari e Tempio furono inaugurati il 16 novembre 1931; due mesi dopo, il 18 gennaio 1932, anche il tratto da Luras al porto di Palau (48 km) fu aperto al pubblico: si completava così la ferrovia, costata 123 078 083 lire dell'epoca, che sarà l'ultima linea a scartamento ridotto a venire inaugurata in Sardegna (la penultima considerando l'intera rete ferroviaria sarda, seconda solo alla Villamassargia-Carbonia). In occasione della costruzione della ferrovia venne anche realizzata una nuova stazione a Tempio per le sole FSS, su cui confluiranno poi anche i treni FCS per Monti nel 1935.

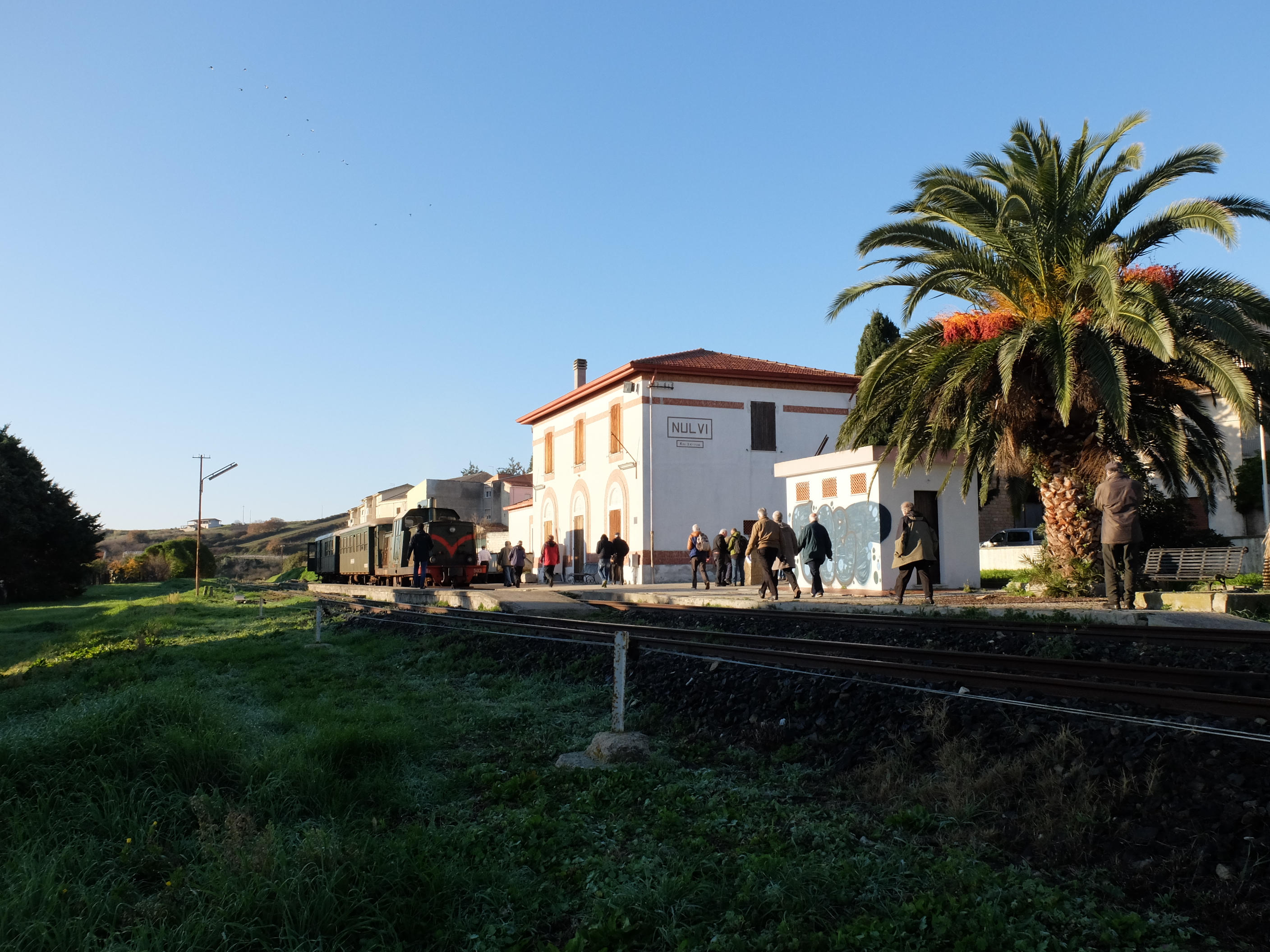
La stazione di Nulvi, dal 1997 al 2015 capolinea del servizio di trasporto pubblico espletato sulla linea

La gestione della tratta tra Tempio e Luras (11 km) venne inizialmente affidata congiuntamente alle FSS e alle FCS, ma il passaggio della Sassari-Tempio-Palau alle Strade Ferrate Pugliesi nel 1933, che nel giro di pochi mesi divennero le Strade Ferrate Sarde nonché azionista di maggioranza delle FCS, semplificò il problema. Il tronco fu sottoposto alla sostituzione dell'armamento nel 1939, per uniformare la tipologia di rotaie (da 27 kg/m) col resto della linea per Sassari e Palau.
Nel dopoguerra la linea fu sottoposta a un piano di ammodernamento e manutenzione come molte linee sarde e tra il 1959 e il 1961 sulla linea fecero la comparsa nuove automotrici e locomotori Diesel, che sostituirono progressivamente la trazione a vapore. Nel 1989 la gestione della linea passò alle neonate Ferrovie della Sardegna, che nel 1995 introdussero nuovo materiale leggero. Tuttavia nel 1997 la ferrovia venne idealmente divisa in due in seguito alla chiusura al traffico ordinario di buona parte della linea: dal 16 giugno di quell'anno il nuovo capolinea dei treni passeggeri provenienti da Sassari divenne la stazione di Nulvi, mentre la porzione da quest'ultimo scalo a quello di Palau Marina fu riconvertita a ferrovia turistica del Trenino Verde. Dal 2010 la linea è gestita dall'ARST.
Sotto questa gestione il 1º febbraio 2015 anche sul tronco tra Sassari e Nulvi cessò il servizio di trasporto pubblico, con la linea che da allora è destinata in tutta la sua estensione ai soli treni turistici. Dalla fine di quel decennio, a causa del cattivo stato dell'armamento oltre che delle travate metalliche di alcuni ponti, la linea è provvisoriamente percorribile nella sola tratta Tempio-Palau, in attesa dei necessari lavori di manutenzione.

## Caratteristiche

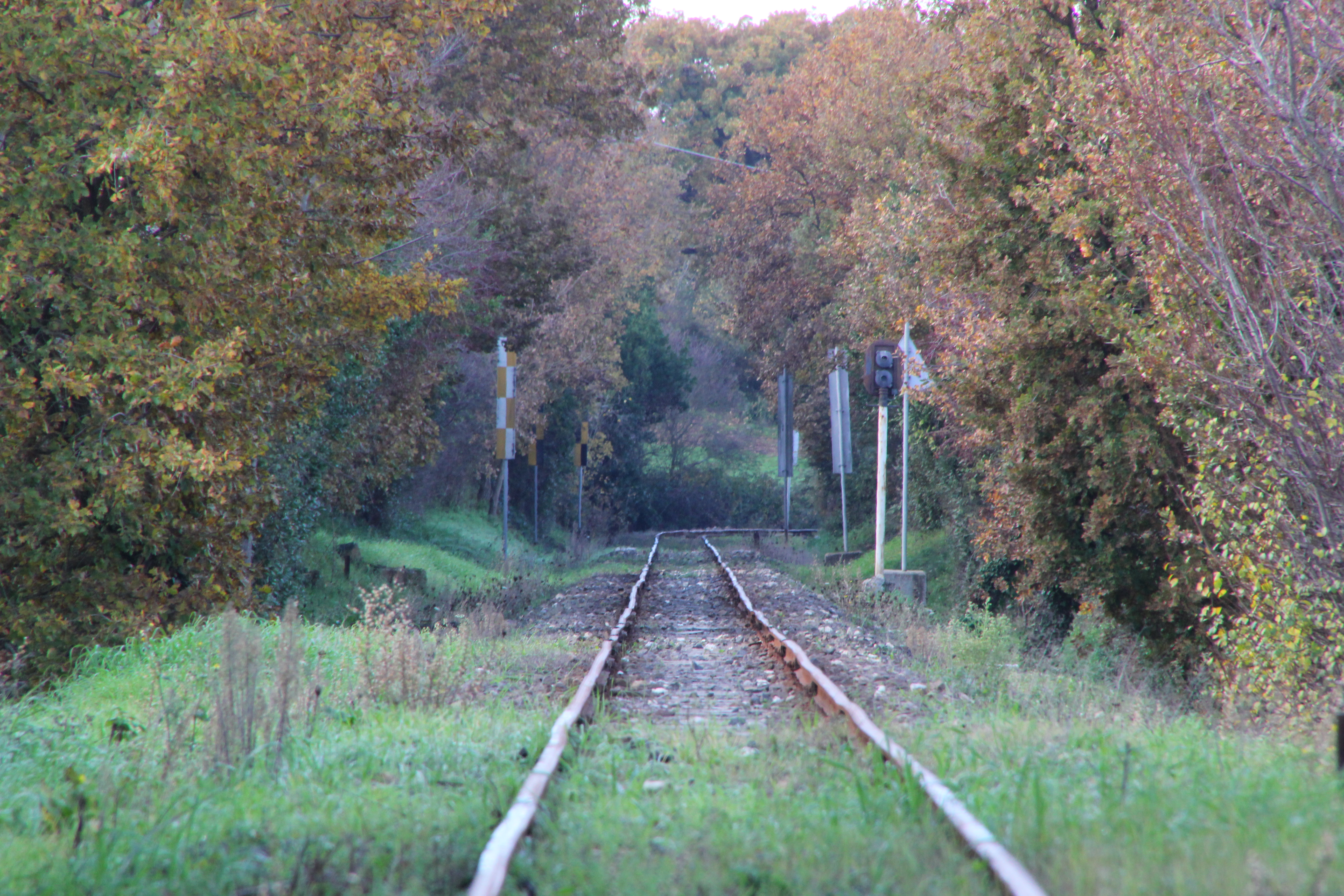
La linea nei pressi della cantoniera 6: l'intera ferrovia è a binario unico

La Sassari-Tempio-Palau si estende per circa 150 km tra le stazioni di Palau Marina e Sassari, quest'ultima capolinea anche delle ferrovie per Alghero e Sorso e posta lungo la linea Ozieri Chilivani-Porto Torres. La ferrovia è interamente a binario unico non elettrificato a scartamento ridotto da 950 mm, ed è armata con rotaie Vignoles da 27 kg/m poste su traverse in legno.
Dal punto di vista del percorso sono presenti curve di raggio minimo di 100 m, mentre gli estremi altimetrici sono situati nelle stazioni di Tempio (547 m s.l.m.) e Palau Marina (2 m s.l.m.), con pendenze massime del 25‰.
Per quanto riguarda il movimento lungo la ferrovia sono attrezzati per gli incroci gli scali di Osilo, Nulvi, Martis, Laerru, Perfugas, Bortigiadas, Tempio, Luras, Sant'Antonio, Arzachena e Palau, oltre al capolinea di Sassari.

### Percorso
| Continuation backward |

| Unknown route-map component "d" |  | Unknown route-map component "dSTR" | Unknown route-map component "vSTR+l-" | Unknown route-map component "dCONTfq" |

| Unknown route-map component "udCONTgq" | Unknown route-map component "uv-STR+r" | Unknown route-map component "vSTR" |  |

| Unknown route-map component "cd" + Urban station on track | Unknown route-map component "vBHF" | Unknown route-map component "c" |

|  | Unknown route-map component "uvSHI2l-" + Unknown route-map component "v-STR" | Unknown route-map component "vSTRl-" | Unknown route-map component "dCONTfq" |

|  | Unknown route-map component "u-STRl" + Unknown route-map component "STRl-" + Straight track | Unknown route-map component "u-CONTfq" + Unknown route-map component "CONTfq-" |

| Small non-passenger station on track |

| Small non-passenger station on track |

| Small non-passenger station on track |

| Non-passenger station/depot on track |

| Small non-passenger station on track |

| Non-passenger station/depot on track |

| Non-passenger station/depot on track |

| Non-passenger station/depot on track |

| Non-passenger station/depot on track |

| Small non-passenger station on track |

| Unknown route-map component "hKRZWae" |

| Unknown route-map component "STRc2" | Unknown route-map component "STR3" |  |

| Unknown route-map component "DST+1" | Unknown route-map component "tSTR+l" + Unknown route-map component "STRc4" | Unknown route-map component "tSTR+r" |

| Straight track | Non-passenger station/depot on track + Unknown route-map component "PORTALg" | Unknown route-map component "tSTR" |

| Unknown route-map component "3STR2" | Unknown route-map component "-3KRZo" | Unknown route-map component "3STR3" + Unknown route-map component "PORTALg" |

| Small non-passenger station on track + Unknown route-map component "lhSTRe@g" |

| Unknown route-map component "exKBHFa" | Straight track |  |

| Unknown route-map component "exSTR" | Non-passenger station/depot on track |  |

| 91+251 |
| 0+000  |

| Unknown route-map component "exKRWl" | Unknown route-map component "eKRWg+r" |  |

| Small non-passenger station on track |

| Non-passenger station/depot on track |

| Unknown route-map component "exCONTgq" | Unknown route-map component "eABZgr" |  |

| Small non-passenger station on track |

| Small non-passenger station on track |

| Small non-passenger station on track |

| Small non-passenger station on track |

| Unknown route-map component "exKRW+l" | Unknown route-map component "eKRWgr" + Unknown route-map component "lhSTRa@f" |  |

| Unknown route-map component "vWASSERq" + Unknown route-map component "lMKRZo-" + Unknown route-map component "l-MKRZo" + Unknown route-map component "exSTR" | Unknown route-map component "WFILL" + Unknown route-map component "MSTR" + Unknown route-map component "lhSTR" + Straight track | Unknown route-map component "WDOCKSeq" |

| Unknown route-map component "exKRWl" | Unknown route-map component "eKRWg+r" + Unknown route-map component "lhSTRe@g" |  |

| Non-passenger station/depot on track |

| Small non-passenger station on track |

| Small non-passenger station on track |

| Small non-passenger station on track |

| Non-passenger station/depot on track |

| Small non-passenger station on track |

| Non-passenger station/depot on track |

|  | Unknown route-map component "ABZl+l" | Unknown route-map component "ENDEeq" |

| Non-passenger end stop |

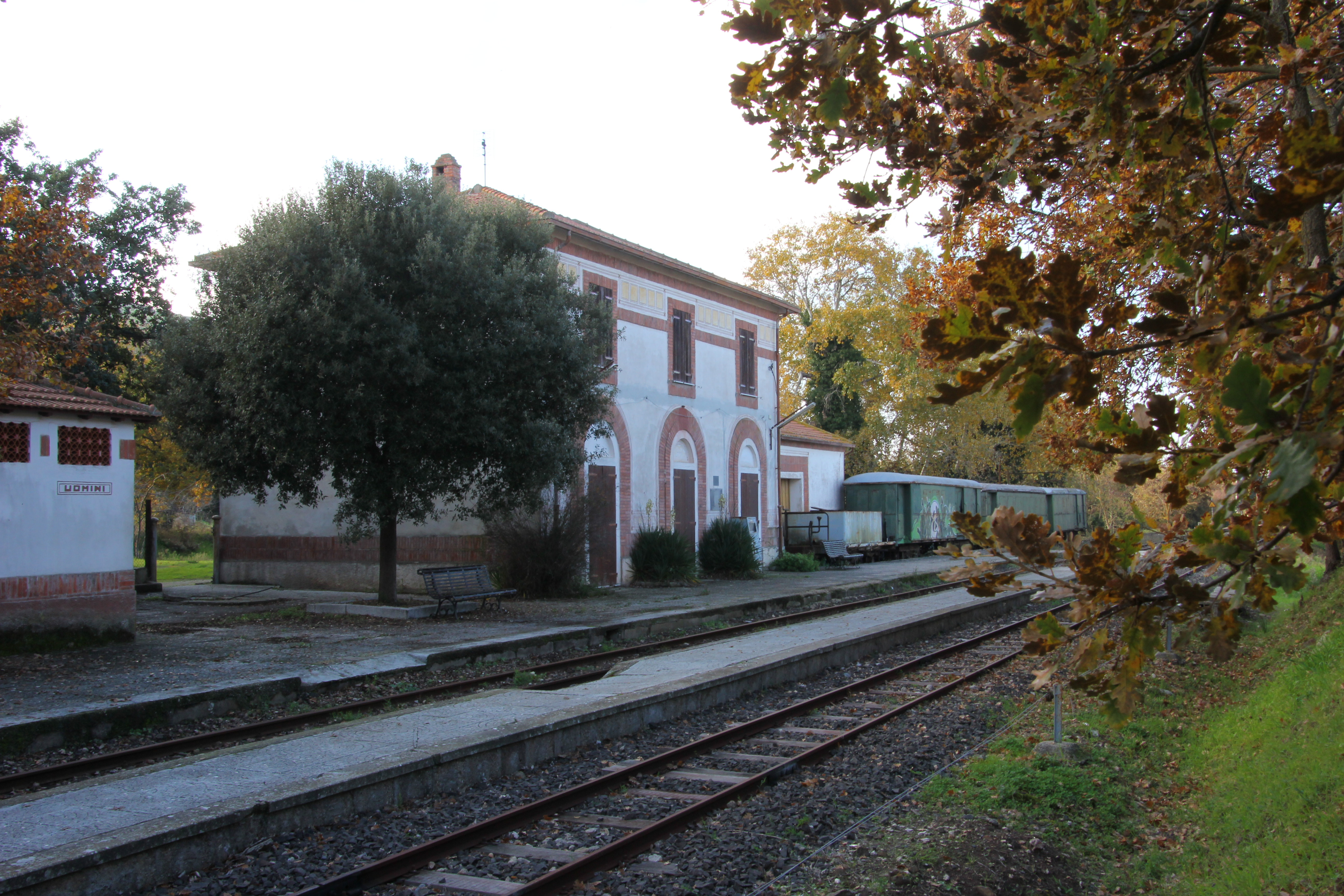
La stazione di Osilo, posta nel tratto in uso per il servizio di trasporto pubblico sino al 2015

La linea ha origine nella stazione di Sassari e si dirige verso nord-est, raggiungendo dopo poche centinaia di metri l'area dei depositi ferroviari ARST nella città e subito dopo la fermata di Baddimanna. Da qui la linea abbandona il nucleo urbano sassarese e attraversa in costante ascesa altimetrica le colline alla periferia del capoluogo turritano, in cui vengono attraversate le fermate di Filigheddu e Achettas. Lasciato il territorio comunale sassarese il tracciato ferroviario attraversa un altopiano calcareo giungendo alla stazione di Osilo, dove la linea vira verso sud-est per poi ripuntare verso nord verso la fermata di Fenosu, posta ad oltre 500 m di altitudine e da cui ha inizio una progressiva discesa altimetrica. Il tracciato ripunta verso nord e raggiunge con un tracciato piuttosto curvilineo la stazione di Nulvi, dal 1997 sino al 2015 capolinea del servizio di trasporto pubblico lungo la linea.
Lasciata Nulvi l'altitudine continua a scendere e la ferrovia si snoda con andamento tortuoso, attraversando le stazioni di Martis, Laerru e Perfugas, dopo delle quali si incrocia il corso del Coghinas, con un ponte che permette ai binari di attraversare il principale fiume della Sardegna settentrionale. A pochi metri dal ponte si raggiunge la fermata di Coghinas, punto più basso della prima metà di ferrovia da cui poi inizia una costante ascesa verso Tempio Pausania. Lo scenario di questa porzione di linea inizia a diventare prettamente boschivo, con il percorso che si snoda su terreni prettamente granitici: dopo la stazione di Scala Ruia inizia un tratto con pendenze più impegnative caratterizzato da una serie di gallerie che si conclude con quella elicoidale di Bortigiadas che precede la stazione dell'omonimo paese. Dall'Anglona si è ormai entrati in Gallura e la ferrovia, sempre con un percorso tortuoso, raggiunge la fermata di Aggius, per poi arrivare a Tempio Pausania e nella relativa stazione, dopo Sassari il maggior scalo posto lungo la linea, sede anche di depositi e officine.

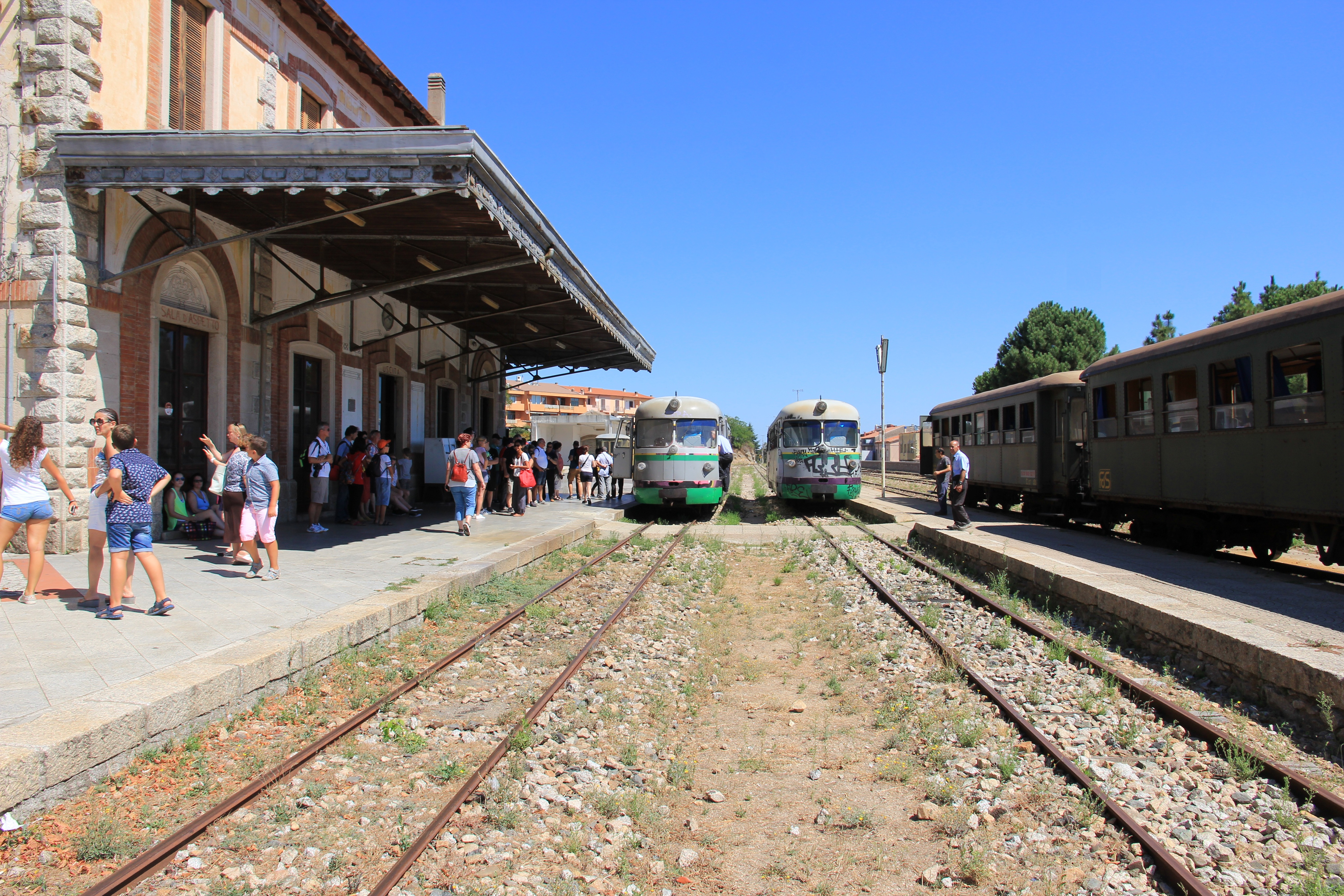
La stazione di Tempio, il maggiore degli scali realizzati dalle FSS, fu anche capolinea della Monti-Tempio dal 1935 alla chiusura della linea

Uscendo dalla stazione tempiese, posta al culmine della linea, la ferrovia inizia la sua discesa dal Limbara verso il mare, percorrendo per undici chilometri il tratto superstite dell'originaria Monti-Tempio, attraversando la fermata di Nuchis e la stazione di Luras, in cui sino al 1958 convergeva il binario proveniente da Monti. Lasciata questa stazione l'altimetria inizia a scendere costantemente verso Palau, con dislivelli che raggiungono in vari tratti punte del venticinque per mille di pendenza; si è ora nel secondo tronco della ferrovia realizzato dalle Ferrovie Settentrionali Sarde, ed il primo scalo posto lungo il tracciato è la fermata di Calangianus. In seguito con un percorso tortuoso il binario passa attraverso le fermate di San Leonardo e Rio Piatto, per proseguire verso nord-est giungendo al lago artificiale del Liscia, dinanzi al quale è stata realizzata una fermata attrezzata per l'impiego turistico dopo la chiusura al traffico ordinario di questa porzione di linea nel 1997.

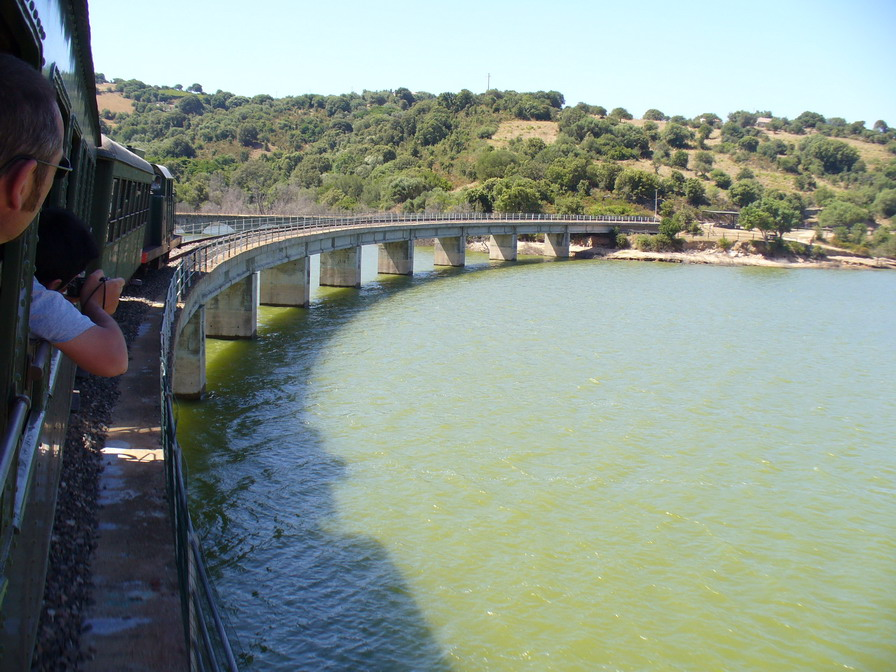
Il ponte sul lago del Liscia, con al termine l'omonima fermata

Immediatamente dopo la fermata di Lago del Liscia la ferrovia passa sopra questo specchio d'acqua: il tracciato in questo caso percorre una breve variante (l'unica della linea) quasi totalmente su un ponte, realizzata tra la seconda metà degli anni settanta e gli anni ottanta prima dell'arrivo delle acque nell'area della ferrovia. Il tracciato originale era invece caratterizzato da uno sviluppo maggiormente curvilineo e da due viadotti, ancora presenti.
L'intero tratto successivo costeggia la parte est del lago, giungendo alla stazione di Sant'Antonio, per proseguire verso nord-est, con una costante discesa altimetrica verso le fermate di Oddastru, Capichera (ex cantoniera divenuta scalo dopo la riconversione turistica) e Caldosa, da cui poi in un tratto pianeggiante viene raggiunta la stazione di Arzachena. Da qui la ferrovia continuando a scendere di altitudine punta verso nord, e dopo la fermata di Surrau entra a Palau, la cui prima stazione era originariamente sede di depositi.

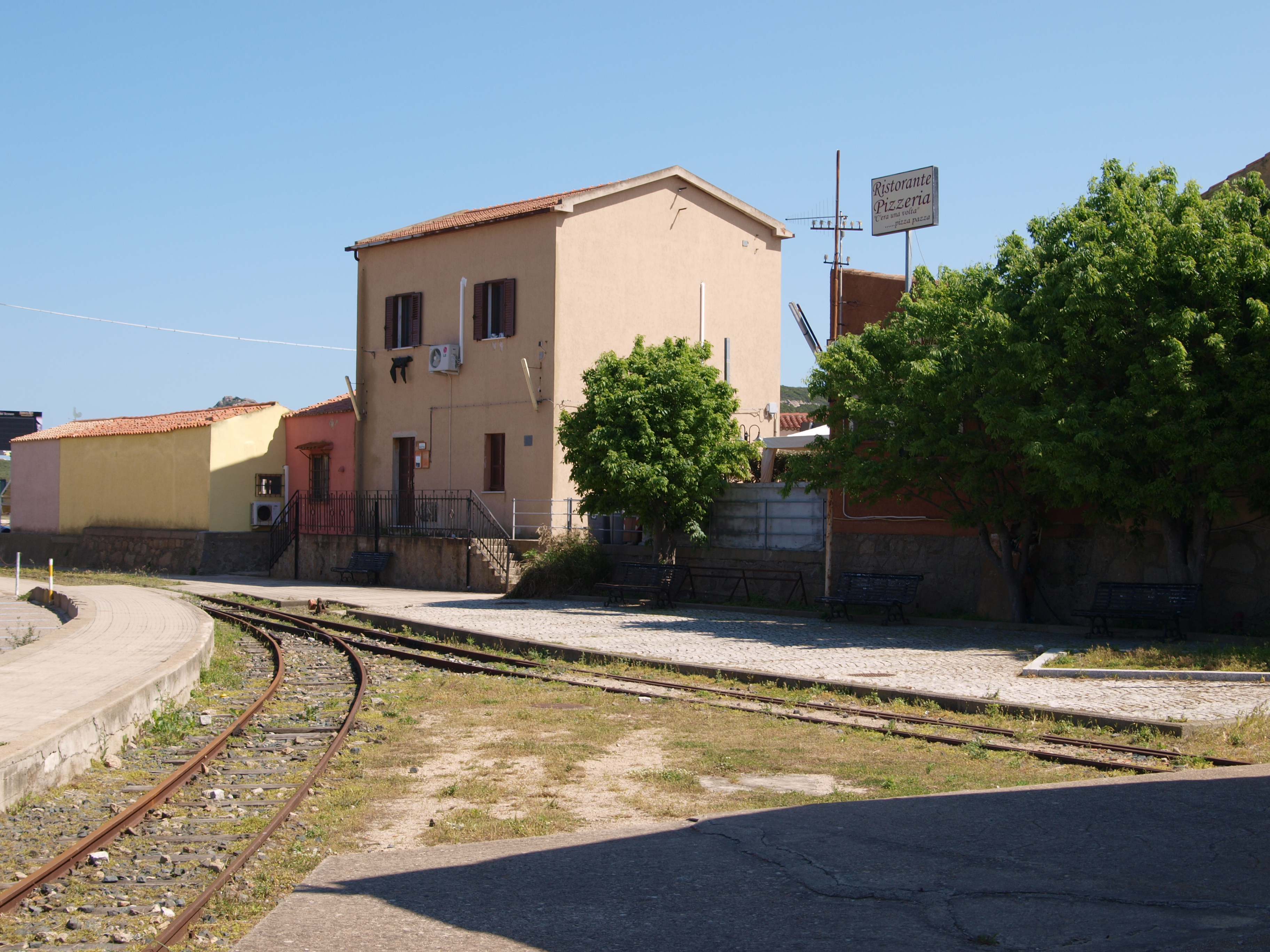
Il capolinea di Palau Marina, presso il porto di Palau

Il tratto finale della linea collega la stazione di Palau con il porto, e prevede l'inversione di marcia dei rotabili attraverso un'asta di manovra, necessaria per superare il dislivello tra la parte alta e quella bassa del paese. Le ultime centinaia di metri scorrono nel lungo mare del centro gallurese, terminando nel capolinea di Palau Marina, posto a ridosso delle banchine portuali, nonché punto più basso dell'intera linea.

## Traffico
Dal febbraio 2015 la linea è stata attiva esclusivamente per le relazioni turistiche per tutta la sua lunghezza: da metà primavera all'autunno la ferrovia era utilizzata per una serie di corse programmate, in particolare nel periodo estivo in cui alcune relazioni sulla linea venivano espletate in alcuni giorni della settimana. Con riferimento al 2015, erano espletate tre diverse relazioni a calendario durante l'estate:

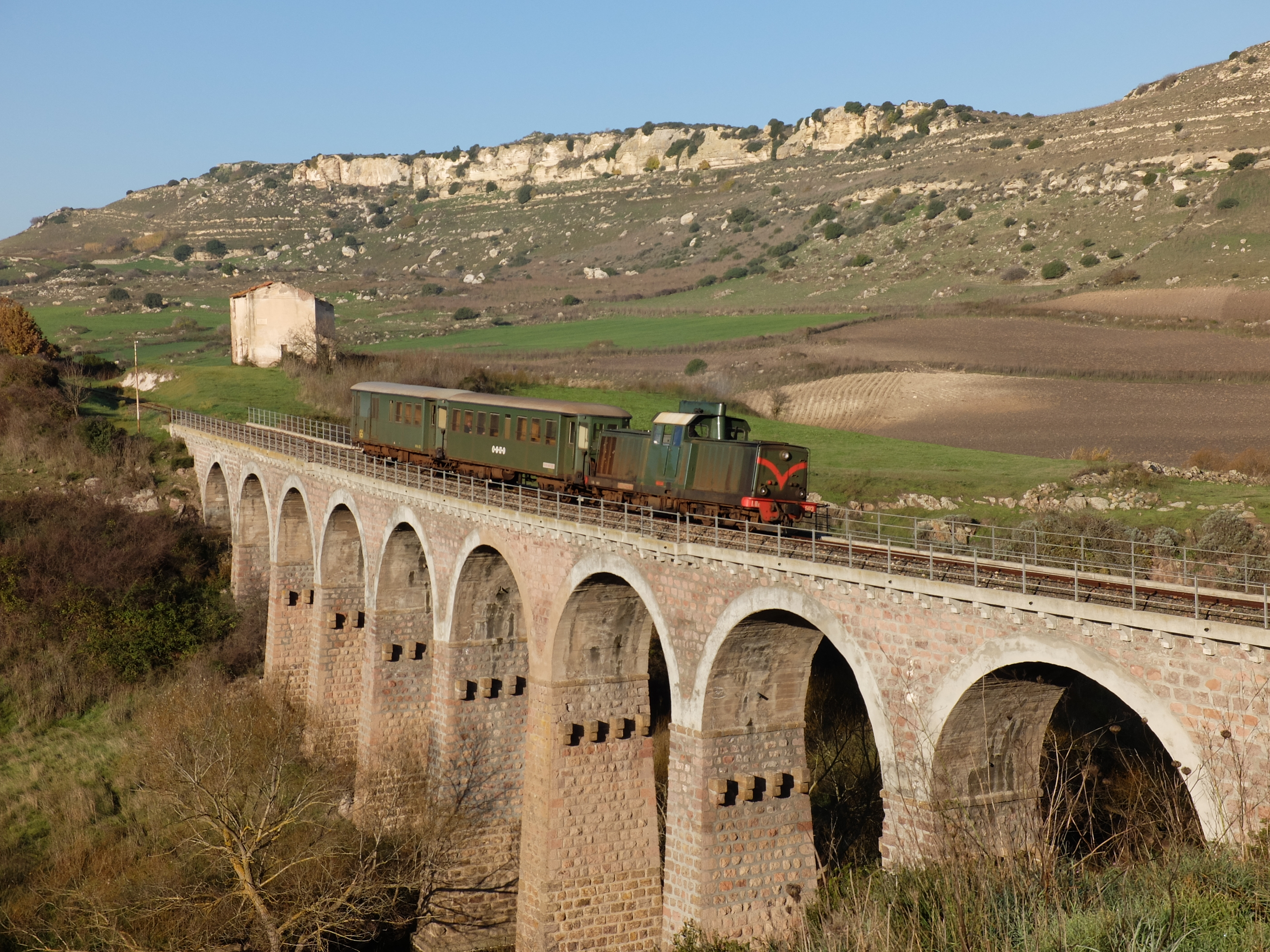
Treno turistico in transito su un viadotto tra Nulvi e Martis

- Sassari-Tempio Pausania, con una coppia di corse espletata ogni sabato[20].
- Perfugas - Lago Liscia, con una coppia di corse espletata il giovedì ed il venerdì[21].
- Tempio Pausania - Palau, con una coppia di corse espletate giornalmente dal martedì al sabato[22].

Oltre ai viaggi a calendario era inoltre possibile viaggiare lungo la linea su prenotazione da parte dei turisti durante qualunque periodo dell'anno, con la possibilità di scegliere il materiale rotabile e di personalizzare orari, percorso e soste.
Ad oggi (2024) la linea è per la quasi totalità inagibile: da diverso tempo la tratta Sassari - Tempio non è più percorribile, mentre la tratta Tempio Pausania - Palau è oggetto di alcuni interventi manutentivi che ne rendono usufruibile solo alcuni limitati tratti. La tratta Palau - Palau Marina, oggetto di un progetto di smantellamento parziale poi bloccato dalla magistratura, è al momento un cantiere sospeso, in  attesa di una definizione progettuale.
Il programma estivo per il 2025 prevede la corsa Tempio Pausania Luras di soli 11 km, unico tratto della linea ancora percorribile.